# Большие Дюртили
Большие Дюртили (тат. Олы Дүртөйле) — деревня в Пестречинском районе республики Татарстан. Входит в состав Кулаевского сельского поселения.

## География
Деревня находится в 5 километрах к юго-западу от села Пестрецы.
Большие Дюртили находится в часовой зоне МСК (московское время). Смещение применяемого времени относительно UTC составляет +3:00.

## История
Деревня известна со времён Казанского ханства.
До 1920 года деревня находилась в Кулаевскую волость Казанского уезда Казанской губернии. С 1920 года находилась в составе Арского кантона Татарской АССР.
С 10 августа 1930 года находится в Пестречинском районе. 

## Население
| 2012 | 2014 |
| ---- | ---- |
| 28   | ↘22  |